# Beweg dich mit mir
Beweg dich mit mir ist das Debütalbum des deutschen Elektropop-Duos Glasperlenspiel.

## Entstehung und Artwork
Geschrieben wurden die Lieder von den beiden Glasperlenspiel-Mitgliedern Daniel Grunenberg und Carolin Niemczyk, in Kooperation mit wechselnden externen Komponisten. Einzig der Titel Herzschlag wurde alleine von den beiden geschrieben. Am häufigsten wirkte David Jürgens als Autor mit. Alle Titel wurden von den Musikproduzenten Ingo Politz, Mic Schröder, Bernd Wendlandt und Mikko Tamminen produziert, des Weiteren wirkt Daniel Grunenberg häufig als Co-Produzent mit. Gemastert wurde das Album bei TrueBusyness Mastering in Berlin unter der Leitung von Sascha Bühren. Gemischt wurden alle Lieder von Arttu Peljo, Ingo Politz, Mic Schröder und Bernd Wendlandt. Das Album wurde unter dem Musiklabel Polydor veröffentlicht und durch Universal Music Publishing vertrieben. Auf dem Cover des Albums sind – neben der Aufschrift des Künstlers und des Liedtitels – Glasperlenspiel zu sehen. Das Coverbild wurde von der deutschen Fotografin Anita Bresser geschossen und von Kropac Media designt.

## Veröffentlichung und Promotion
Die Erstveröffentlichung des Albums fand am 30. September 2011 in Deutschland, Österreich und der Schweiz statt. Das Album besteht aus 13 neuen Studioaufnahmen. Neben der regulären Albumveröffentlichung existiert auch eine Spezialausgabe die nur bei iTunes zum Download erhältlich ist. Diese spezielle Version enthält zusätzlich das Lied Tränen, das bis heute auf keinem weiteren Glasperlenspiel-Tonträger zu finden ist.
Um das Album zu bewerben, folgte unter anderem ein Auftritt bei TV total. Niemczyk schenkte hierbei Stefan Raab einen Sack mit Murmeln, welches eine Anspielung auf die zu dieser Zeit aktuelle Single Echt ist, wobei die Murmeln im Musikvideo eine wichtige Rolle spielen.

## Titelliste
Die Liedtexte sind alle in deutscher Sprache verfasst. Musikalisch bewegen sich die Lieder im Bereich des Elektropop.
| #  | Titel                    | Autoren(en)                                                         | Produzent(en)                                                             | Länge |
| -- | ------------------------ | ------------------------------------------------------------------- | ------------------------------------------------------------------------- | ----- |
| 1  | Alles auf Anfang         | Daniel Grunenberg, David Jürgens, Katharina Löwel, Carolin Niemczyk | Daniel Grunenberg (Co), Ingo Politz, Mic Schröder, Bernd Wendlandt        | 3:32  |
| 2  | Echt                     | Zippy Davids, Daniel Grunenberg, Anders Kjer, Carolin Niemczyk      | Ingo Politz (Co), Mic Schröder (Co), Bernd Wendlandt (Co), Mikko Tamminen | 3:15  |
| 3  | Ich bin ich              | Daniel Grunenberg, Matthias Mania, Finn Martin, Carolin Niemczyk    | Daniel Grunenberg (Co), Ingo Politz, Mic Schröder, Bernd Wendlandt        | 3:32  |
| 4  | Dein Geheimnis           | Daniel Grunenberg, Rocco Horn, Carolin Niemczyk, Mikko Tamminen     | Ingo Politz, Mic Schröder, Mikko Tamminen (Co), Bernd Wendlandt           | 3:31  |
| 5  | Magnetisch               | Daniel Grunenberg, Matthias Mania, Finn Martin, Carolin Niemczyk    | Daniel Grunenberg (Co), Ingo Politz, Mic Schröder, Bernd Wendlandt        | 3:34  |
| 6  | Freundschaft             | Daniel Grunenberg, David Jürgens, Katharina Löwel, Carolin Niemczyk | Daniel Grunenberg (Co), Ingo Politz, Mic Schröder, Bernd Wendlandt        | 3:26  |
| 7  | Herzschlag               | Daniel Grunenberg, Carolin Niemczyk                                 | Ingo Politz, Mic Schröder, Bernd Wendlandt                                | 3:42  |
| 8  | Ich hol dich hier raus   | Daniel Grunenberg, David Jürgens, Carolin Niemczyk, Lukas Pizon     | Ingo Politz, Mic Schröder, Bernd Wendlandt                                | 3:03  |
| 9  | Beweg dich mit mir       | Leo Chantzaras, Daniel Grunenberg, Carolin Niemczyk                 | Daniel Grunenberg (Co), Ingo Politz, Mic Schröder, Bernd Wendlandt        | 4:04  |
| 10 | Das Gleiche              | Daniel Grunenberg, Katharina Löwel, Ivo Moring, Carolin Niemczyk    | Ingo Politz, Mic Schröder, Bernd Wendlandt                                | 3:17  |
| 11 | Traumschiff              | Daniel Grunenberg, David Jürgens, Carolin Niemczyk, Mario Wesser    | Daniel Grunenberg (Co), Ingo Politz, Mic Schröder, Bernd Wendlandt        | 4:01  |
| 12 | Tanzen                   | Daniel Grunenberg, Carolin Niemczyk, Sandi Strmljan                 | Ingo Politz, Mic Schröder, Bernd Wendlandt                                | 3:09  |
| 13 | Weit weg                 | Daniel Grunenberg, Carolin Niemczyk, Sandi Strmljan                 | Daniel Grunenberg (Co), Ingo Politz, Mic Schröder, Bernd Wendlandt        | 3:01  |
|    | iTunes (Special Version) |                                                                     |                                                                           |       |
| 14 | Tränen                   |                                                                     |                                                                           | 3:05  |

## Singleauskopplungen
Bereits vier Wochen vor der Veröffentlichung des Albums wurde vorab die Single Echt ausgekoppelt. Ein halbes Jahr nach der Veröffentlichung des Albums folgte die zweite Singleauskopplung Ich bin ich. Als dritte und letzte Single veröffentlichten sie den Song Freundschaft. Alle Singleveröffentlichungen konnten sich in Deutschland und teilweise in Österreich und der Schweiz in den Charts platzieren.
Charterfolge in den Singlecharts

| Jahr | Titel        | Höchstplatzierung, Gesamtwochen, AuszeichnungChartplatzierungen (Jahr, Titel, , Platzierungen, Wochen, Auszeichnungen, Anmerkungen) | Höchstplatzierung, Gesamtwochen, AuszeichnungChartplatzierungen (Jahr, Titel, , Platzierungen, Wochen, Auszeichnungen, Anmerkungen) | Höchstplatzierung, Gesamtwochen, AuszeichnungChartplatzierungen (Jahr, Titel, , Platzierungen, Wochen, Auszeichnungen, Anmerkungen) | Anmerkungen                                                 |
| Jahr | Titel        | DE | AT | CH | Anmerkungen                                                 |
| ---- | ------------ | --- | --- | --- | ----------------------------------------------------------- |
| 2011 | Echt         | DE9 Gold · (34 Wo.)DE | AT54 (5 Wo.)AT | — | Erstveröffentlichung: 2. September 2011 Verkäufe: + 150.000 |
| 2012 | Ich bin ich  | DE32 (9 Wo.)DE | — | — | Erstveröffentlichung: 16. März 2012                         |
| 2012 | Freundschaft | DE17 (12 Wo.)DE | AT47 (5 Wo.)AT | CH66 (1 Wo.)CH | Erstveröffentlichung: 24. August 2012                       |

## Beweg dich mit mir Tour
Zwischen dem 11. Oktober 2011 und dem 22. Dezember 2012 spielte Glasperlenspiel mit der Beweg dich mit mir Tour ihre erste Konzertreihe als Headliner. Diese führte das Duo durch 50 Städte in Deutschland sowie einmal in die Schweiz.

## Mitwirkende
Albumproduktion
- Sascha Bühren: Mastering
- Leo Chantzaras: Autor
- Zippy Davids: Autor
- Daniel Grunenberg: Gesang, Keyboard, Komponist, Koproduzent
- Rocco Horn: Autor
- David Jürgens: Autor
- Anders Kjer: Autor
- Katharina Löwel: Autor
- Matthias Mania: Autor
- Finn Martin: Autor
- Ivo Moring: Autor
- Carolin Niemczyk: Autor, Gesang
- Arttu Peljo: Abmischung
- Lukas Pizon: Autor
- Ingo Politz: Abmischung, Musikproduzent
- Mic Schröder: Abmischung, Produzent
- Sandi Strmljan: Autor
- Mikko Tamminen: Autor, Musikproduzent
- Bernd Wendlandt: Abmischung, Musikproduzent
- Mario Wesser: Autor

| Unternehmen - Kropac Media: Artwork (Cover) - Polydor: Musiklabel - TrueBusyness Mastering: Mastering - Universal Music Publishing: Vertrieb | Artwork - Anita Bresser: Fotograf (Cover) |

## Rezeption

### Charts und Chartplatzierungen
Beweg dich mit mir erreichte in Deutschland Position 15 der Albumcharts und konnte sich insgesamt 26 Wochen in den Charts platzieren. In den deutschen Newcomercharts erreichte das Album die Chartspitze im September 2011. Für Glasperlenspiel ist dies der erste Charterfolg in den deutschen Albumcharts. In Deutschland konnte sich bis zur Veröffentlichung von Tag X (37 Chartwochen) kein Album des Duos länger in den Charts platzieren.
| ChartsChartplatzierungen | Höchstplatzierung | Wochen |
| ------------------------ | ----------------- | ------ |
| Deutschland (GfK)        | 15 (26 Wo.)       | 26     |

### Auszeichnungen für Musikverkäufe
2012 wurde Beweg dich mit mir in Deutschland mit einer Goldenen Schallplatte für über 100.000 verkaufte Einheiten ausgezeichnet.
| Land/Region        | Auszeichnungen für Musikverkäufe (Land/Region, Auszeichnung, Verkäufe) | Verkäufe |
| ------------------ | ---------------------------------------------------------------------- | -------- |
| Deutschland (BVMI) | Gold                                                                   | 100.000  |
| Insgesamt          | 1× Gold ·                                                              | 100.000  |